# Orthotrichia annulata
Orthotrichia annulata är en nattsländeart som beskrevs av Wells 1984. Orthotrichia annulata ingår i släktet Orthotrichia och familjen smånattsländor. Inga underarter finns listade i Catalogue of Life.